# Egtved Å
Egtved Å är ett vattendrag i Danmark. Det ligger i Vejle kommun i Region Syddanmark, 210 km väster om Köpenhamn. Ån rinner upp sydöst om samhället Egtved som ligger på båda sidor om ån. Egtved Å mynnar i Vejle Å.